# Брајант (Арканзас)
Брајант (енгл. Bryant) град је у америчкој савезној држави Арканзас.

## Демографија
По попису из 2010. године број становника је 16.688, што је 6.924 (70,9%) становника више него 2000. године.
| Група             | 2000.         | 2010.          |
| Белци             | 9.300 (95,2%) | 14.199 (85,1%) |
| Афроамериканци    | 149 (1,5%)    | 1.125 (6,7%)   |
| Азијати           | 103 (1,1%)    | 272 (1,6%)     |
| Хиспаноамериканци | 103 (1,1%)    | 786 (4,7%)     |
| Укупно            | 9.764         | 16.688         |